# Мариано Рахой
Мариано Рахой Брей [maˈɾjano raˈxoi̯] (на испански: Mariano Rajoy Brey) е испански политик от консервативната Народна партия.
Той е министър-председател на Испания от 21 декември 2011 до 2 юни 2018 г., единственият премиер на Испания, заемал поста при 2 монарси – при крал Хуан Карлос I (2011 – 2014) и после при крал Фелипе VI. Бил е вицепремиер и министър.

## Биография
Произхожда от род на юристи от Галисия. Следва и завършва право в Юридическия факултет на Университета на Сантяго де Компостела. Работи в поземления регистър.
Докато Хосе Мария Аснар е премиер на страната, Рахой ръководи Министерството на държавната администрация в периода 1996 – 1999 г., както и Министерството на образованието от 1999 до 2000 г. След това служи като вицепремиер от 2000 до 2003 г.
Рахой застава начело на Народната партия през октомври 2004 г. Няколко месеца преди това е кандидат за премиер на коалицията на Народната партия а парламентарните избори от март 2004 г., спечелени от Испанската социалистическа работническа партия. Впоследствие Рахой е лидер на опозицията от 2004 до 2011 година, когато партията му печели парламентарните избори.